# PiTaPa
PiTaPa（日语：ピタパ）是日本關西地區的私鐵、軌道、地下鐵、巴士公司加盟的關西周遊票協議會導入的非接觸性IC儲值車票（交通卡）。除了原本的關西地區外，也有部分東海地方、北陸地方和岡山縣的交通業者加入此聯盟。PiTaPa是「Postpay IC for "Touch and Pay"」（接觸付款用後付IC卡）的縮寫，由於是世界首款后付款型的交通卡，因此天生就擁有包含信用卡服務的能力，並具有多種電子錢包的功能。在技術上則和日本國內其他眾多交通卡一樣採用FeliCa技術。除了關西地區的各主要私鐵公司所經營之車站內可使用PiTaPa外，自2006年1月21日開始，PiTaPa也開始與JR西日本的交通卡ICOCA相互通用。

## 歷史
- 2001年7月4日：關西周遊票（日语：スルッとKANSAI）協議會公佈將在2003年度以後引入IC卡。
- 2002年4月18日：IC卡的業務確定委托於日立製作所與JCB。
- 2003年
  - 2月25日：IC卡的名稱確定為「PiTaPa」。
  - 3月：在天神橋筋商店街等進行購物實驗。
  - 7月10日：PiTaPa的業務委托由日立製作所與JCB改為日本綜合研究所（日语：日本総合研究所 (株式会社)）與三井住友卡。
- 2004年
  - 1月：開始在指定相關人士測試使用。
  - 3月27日：開始在先行會員進行監察試驗。
  - 8月1日：正式啟用。可用於阪急電鐵、能勢電鐵、京阪電氣鐵道。PiTaPa goopas啟用。
  - 10月1日：購物（電子貨幣）機能於200間店鋪啟用。
  - 11月9日：與伙伴近畿可口可樂裝瓶（日语：近畿コカ・コーラボトリング）（現為可口可樂裝瓶日本（日语：コカ・コーラボトラーズジャパン））合作，開始設置可使用PiTaPa的飲料自動售賣機。
- 2005年
  - 4月11日：會員數突破10萬人。
  - 9月1日：開始安心goopas（日语：あんしんグーパス）的監察試驗。
  - 11月17日：開始向大阪府池田市役所發行具有出入管理機能的PiTaPa卡。
- 2006年
  - 1月10日：安心goopas正式啟用。
  - 1月21日：與JR西日本的ICOCA開始互相使用，可在ICOCA範圍使用（除購物外）。
  - 2月1日：大阪市交通局、阪神電氣鐵道、大阪單軌電車、北大阪急行電鐵、阪急巴士（日语：阪急バス）（豬名川營業所、清和台營業所）追加引入。神姬巴士（日语：神姫バス）（NicoPa範圍）一部範圍開始引入。
  - 7月1日：南海電氣鐵道、大阪府都市開發（現在的泉北高速鐵道）、山陽電氣鐵道、神戶新交通與神戶高速鐵道受托路線追加引入。引入保證金預託制PiTaPa。阪急電鐵、能勢電鐵、阪神電氣鐵道、北大阪急行電鐵開始IC定期券服務。
  - 9月7日：與伴伴三得利、三得利食物（日语：サントリーフーズ）合作，開始設置可使用PiTaPa的飲料自動售賣機。
  - 9月25日：會員數突破50萬人。
  - 10月1日：關西範圍的神戶市交通局（只限地下鐵）、北神急行電鐵、大阪機場交通（日语：大阪空港交通）（路線為依次）追加引入。開始與岡山範圍的岡山電氣軌道、兩備巴士、下津井電鐵（日语：下津井電鉄）（皆為Hareca範圍）單向使用服務。
  - 10月20日：神姬巴士全線（一部分除外）與神姬地域巴士（日语：神姫ゾーンバス）開始單向使用。
- 2007年
  - 4月1日：近畿日本鐵道（一部分路線除外）、京都市交通局（只限地下鐵）、京阪電氣鐵道的大津線（日语：京阪大津線）、神戶電鐵、奈良交通（日语：奈良交通）（路線、營業所等為依次）、NC巴士（日语：エヌシーバス）啟用。名古屋市大須商店街開始購物服務。
  - 9月1日：神戶市交通局（只限地下鐵）、北神急行電鐵、山陽電氣鐵道（只限鐵道）、神戶電鐵、神戶新交通與神戶高速鐵道受托路線開始IC定期券服務。靜岡範圍的靜岡鐵道、靜鐵Justline（日语：しずてつジャストライン）（LuLuCa範圍）啟用。
  - 10月1日：京阪巴士（日语：京阪バス）路線、營業所等依次引入。
- 2008年
  - 3月1日：阪急田園巴士（日语：阪急田園バス）、京阪京都交通（日语：京阪京都交通）所有路線、營業所（一部分除外）引入。
  - 3月25日：會員數突破100萬人。
  - 4月1日：伊丹市交通局（日语：伊丹市交通局）、高槻市交通部（日语：高槻市交通部）引入。
  - 7月22日：中鐵巴士（日语：中鉄バス）（Hareca範圍）與岡山電氣軌道的共同運行路線（岡山機場利木津巴士（日语：岡山空港リムジンバス）除外）開始單向使用（系統上視為岡電巴士。）。
  - 9月1日：神戶市交通局（巴士）、神戶交通振興（日语：神戸交通振興）（山手線巴士）引入。
  - 10月：與伴伴大韓民國的樂天卡合作，首次開始發行日本國外該國的PiTaPa[1]。
  - 10月1日：阪神電鐵巴士、阪神巴士（日语：阪神バス）、神鐵巴士（日语：神鉄バス）（只限星和台營業所路線）引入。
- 2009年
  - 3月20日：阪急、阪神－神戶高速－山陽等3系統開始發售3社聯絡定期。
  - 4月1日：山陽電鐵巴士（日语：山陽バス）引入。
  - 6月1日：水間鐵道（鐵道、巴士）引入[2]。
- 2010年
  - 3月1日：京阪巴士的大阪地區所有營業所管轄的路線巴士引入。
  - 10月1日：神戶高速鐵道受託路線移管為第二種鐵道事業者，神戶高速鐵道不再接受PiTaPa。
- 2011年
  - 3月1日：京阪巴士的山科營業所（日语：京阪バス山科営業所）與大津營業所（日语：京阪バス大津営業所）管内的路線巴士引入。至此，該社管轄的所有路線巴士都可使用。
  - 4月1日：京福電氣鐵道（嵐電）的嵐山本線與北野線引入[3]。
  - 11月1日：江若交通（日语：江若交通）的堅田營業所管內的路線引入（一部分路線除外：系統上視為京阪巴士）。
- 2012年
  - 3月1日：港灣人工島校園線巴士（神戶交通振興（日语：神戸交通振興）、神姬巴士（日语：神姫バス）共同運行）引入[4]。
  - 3月17日：舊明石市營巴士（日语：明石市営バス）路線（轉為神姬巴士、山陽巴士（日语：山陽バス）兩社）引入。
  - 12月1日 阪神電氣鐵道－近畿日本鐵道聯絡定期開始發售（阪神作為PiTaPa定期券發售、近鐵作為ICOCA定期券發售）[5]。
- 2013年
  - 3月23日：「全國互相使用服務」開始。Kitaca、Suica、PASMO、TOICA、manaca、SUGOCA、nimoca、快捷卡各卡範圍的交通服務開始互相使用（鐵道、巴士各公司，需在事前充值作為預付卡使用：也有一部對象外的公司）。購物為對象外。
- 2014年
  - 3月1日：神戶新交通開始「全國互相使用服務」[6]。
  - 3月21日：山陽電氣鐵道開始「全國互相使用服務」[7]。
  - 4月1日：阪堺電氣軌道全線[8]、南海巴士（日语：南海バス）堺營業所（日语：南海バス堺営業所）、東山營業所（日语：南海バス東山営業所）管內[8]的路線巴士引入（包括南海翼巴士金岡（日语：南海ウイングバス金岡）的工作時間）[9]。開始全國互相使用服務。
  - 12月24日：京都市營巴士引入。同日開始「全國互相使用服務」[10]（系統上視為與京都市營巴士和京都市營地下鐵一體化的京都市交通局。）
- 2015年
  - 3月1日：京都京阪巴士（日语：京都京阪バス）引入[10][11][12]。然而，PiTaPa與ICOCA以外的IC乘車卡至此仍未實施「全國互相使用服務」。
  - 3月3日：神戶電鐵與北神急行電鐵開始「全國互相使用服務」。
  - 3月14日：西日本JR巴士金澤營業所（金澤地區路線巴士）於20輛巴士搭載對應機器[13]引入，也開始「全國互相使用服務」。是北陸首次。
  - 4月1日：近鐵巴士（日语：近鉄バス）引入[10][14][15]。同日，南海巴士泉北（日语：南海バス泉北営業所）、光明池（日语：南海バス光明池営業所）、河內長野（日语：南海バス河内長野営業所）各營業所管內的路線巴士引入。兩間公司同時開始「全國互相使用服務」。
  - 4月17日：高槻市交通部（日语：高槻市交通部）開始「全國互相使用服務」[16]。
  - 9月18日：西日本JR巴士的若江線（日语：若江線）引入，開始「全國互相使用服務」。是福井縣首次。
  - 10月23日：西日本JR巴士的高雄·京北線引入，開始「全國互相使用服務」。
  - 11月1日：京都巴士（日语：京都バス）引入，同日開始「全國互相使用服務」[17]。（系統上視為京都市交通局[18]。）
- 2016年
  - 2月1日：此日起近畿日本鐵道的IC卡自動售票機依次引入可利用充值餘額購買車票的功能（後繳費對象外）。
  - 3月16日：叡山電鐵引入[19]，同日開始「全國互相使用服務」。
  - 3月20日：尼崎交通事業振興（日语：尼崎交通事業振興）引入。
  - 4月1日：三重交通系列的三交伊勢志摩交通（日语：三交伊勢志摩交通）、三重急行自動車（日语：三重急行自動車）、八風巴士（日语：八風バス）引入，與此同日起，南海巴士（日语：南海バス）機場營業所（日语：南海バス空港営業所）、南海翼巴士南部（日语：南海ウイングバス南部）、大阪機場交通（日语：大阪空港交通）、阪急巴士（日语：阪急バス）、阪急田園巴士（日语：阪急田園バス）、阪神巴士（日语：阪神バス）、京阪巴士（日语：京阪バス）、京都京阪巴士（日语：京都京阪バス）、京阪京都交通（日语：京阪京都交通）、江若交通（日语：江若交通）、神姬巴士（日语：神姫バス）、神姬綠巴士（日语：神姫グリーンバス）、WEST神姬（日语：ウエスト神姫）、神姬地域巴士（日语：神姫ゾーンバス）、奈良交通（日语：奈良交通）、NC巴士（日语：エヌシーバス）、尼崎交通事業振興（日语：尼崎交通事業振興）、神鐵巴士（日语：神鉄バス）以上各社開始IC乘車卡全國互相使用服務。
  - 6月10日：能勢電鐵開始全國互相使用服務。
  - 10月1日：西日本JR巴士、及神姬巴士運行的中國公路巴士（日语：中国ハイウェイバス）啟用。同時開始「全國互相使用服務」。
  - 11月30日：會員數突破300萬人。
  - 12月1日：西日本JR巴士及本四海峽巴士（日语：本四海峡バス）運行的淡路島到發高速巴士（大磯號、梯號、國海Liner）引入[20]。
- 2017年
  - 4月1日：以同一卡使用京都市交通局、京都巴士引入轉乘折扣[21]。
  - 4月15日：神戶市巴士與神戶交通振興（日语：神戸交通振興）開始「全國互相使用服務」。
  - 10月1日：岡山電氣軌道（鐵道、巴士）、兩備巴士（日语：両備バス）、中鐵巴士（日语：中鉄バス）（只限與岡電巴士共同運行的國道53號（日语：国道53号）運行路線）、下津井電鐵（日语：下津井電鉄）開始「全國互相使用服務」。
- 2018年
  - 3月28日：關西機場交通（日语：関西空港交通）開始「全國互相使用服務」。
  - 4月1日：大阪市交通局將鐵軌道事業（地下鐵、New Tram）讓渡予大阪市高速電氣軌道（Osaka Metro），巴士事業讓渡於大阪城市巴士。PiTaPa可繼續使用。
  - 10月1日：JR西日本（近畿圈範圍）推出後繳費卡服務，同時啟用PiTaPa折扣服務。
- 2019年
  - 7月1日：阪急田園巴士被阪急巴士吸收合併。PiTaPa可繼續使用。
- 2020年
  - 3月14日：南海林間巴士（日语：南海りんかんバス）引入。
  - 3月23日：伊丹市交通局（日语：伊丹市交通局）開始「全國互相使用服務」。
  - 5月31日：北神急行電鐵結束第二種鐵道事業，事業讓渡予神戶市交通局。
- 2021年
  - 3月16日：山陽巴士（日语：山陽バス）開始「全國互相使用服務」。
- 2022年
  - 7月1日：大阪機場交通與阪急觀光巴士合併，成為（新）阪急觀光巴士。PiTaPa可繼續使用。
- 2023年
  - 3月13日：名阪近鐵巴士（日语：名阪近鉄バス）引入。

## 使用後繳費的路線
帶有◆為可使用全國互相使用服務交通公司。
- 阪急電鐵◆
- 能勢電鐵（纜索線、吊椅除外）◆
- 京阪電氣鐵道（包括京阪鋼索線（石清水八幡宮參道纜索））◆
- 叡山電鐵◆
- 大阪市高速電氣軌道（Osaka Metro）（地下鐵、New Tram）◆
- 北大阪急行電鐵◆
- 大阪單軌電車◆
- 阪神電氣鐵道◆
- 近畿日本鐵道（包括西信貴鋼索線，生駒鋼索線、葛城索道線（日语：近鉄葛城索道線）除外）◆
- 南海電氣鐵道◆
  - 高野山站（包括南海鋼索線（高野山纜索））
- 泉北高速鐵道◆
- 阪堺電氣軌道◆
- 水間鐵道◆
- 山陽電氣鐵道◆
- 神戶新交通◆
  - 港灣人工島線、六甲人工島線
- 神戶市交通局◆
  - 地下鐵、市巴士全線
- 神戶交通振興（日语：神戸交通振興）◆
  - 可用於山手線、港灣人工島校園線（包括神姬巴士運行班次）[4]
- 神戶電鐵◆
- 京都市交通局◆
  - 地下鐵、市巴士
- 大阪城市巴士（只限舊市巴士路段）◆
- 阪急巴士（日语：阪急バス）◆※7
  - 路線巴士全線（包括西谷出張所管內的路線（舊阪急田園巴士（日语：阪急田園バス）））
- 阪急觀光巴士（日语：阪急観光バス）◆
  - 只限大阪機場、關西機場[22]（2016年4月1日起。截至2016年8月，京都線、茨木線除外）到發的與該公司共同運行的阪神巴士負責班次。
- 京阪巴士（日语：京阪バス）◆
  - 路線巴士全線
- 京阪京都交通（日语：京阪京都交通）◆
  - 路線巴士全線
- 江若交通（日语：江若交通）◆
  - 堅田營業所管內的路線（一部分除外：系統上視為京阪巴士）
- 高槻市交通部（日语：高槻市交通部）◆※10
- 阪神巴士（日语：阪神バス）◆※7
  - 關於利木津巴士，自2013年9月10日起大阪機場到發（系統上視為大阪機場交通），自2016年4月1日起關西機場到發班次（截至2016年8月，關空—USJ線除外）的與該公司共同運行的大阪機場交通負責班次可以使用[23]。
- 南海巴士（日语：南海バス）◆※9
  - 堺營業所、東山營業所、泉北營業所、光明池營業所、河內長野營業所管內的路線（包括南海翼巴士金岡（日语：南海ウイングバス金岡）的運行時間）。此後至2015年度，各營業所、路線等預定擴大引入。
- 南海翼巴士金岡（日语：南海ウイングバス金岡）◆※9
- 南海翼巴士南部（日语：南海ウイングバス南部）◆※9
- 南海林間巴士（日语：南海りんかんバス）◆※9（2020年3月14日起引入）
- 神鐵巴士（日语：神鉄バス）◆
  - 只限星和台營業所管內的路線
- 山陽巴士（日语：山陽バス）◆
  - 不可用於鹽屋北町線、明石市社區巴士、高速線
- 奈良交通（日语：奈良交通）◆※1
- NC巴士（日语：エヌシーバス）◆※1
- 神姬巴士（日语：神姫バス）◆※2
- 神姬地域巴士（日语：神姫ゾーンバス）◆※2
- 神姬綠巴士（日语：神姫グリーンバス）◆（只限一部分路線）※2
- WEST神姬（日语：ウエスト神姫）◆（只限一部分路線）※2
- 岡山電氣軌道◆※3
  - 電車、岡山機場利木津巴士、路線巴士全線
- 兩備控股（兩備巴士）◇※3
  - 路線巴士全線
- 下津井電鐵（日语：下津井電鉄）◆※3
  - 岡山機場利木津巴士、路線巴士全線
- 中鐵巴士（日语：中鉄バス）◆※3
  - 中鐵巴士、岡電巴士共同運行路線（岡山機場利木津巴士，全國互相使用服務只限於國道53號（日语：国道53号）運行路線。系統上視為岡電巴士。）3路線
  - 中鐵巴士、下電巴士共同運行路線（岡山機場利木津巴士，系統上視為岡電巴士。）
- 靜岡鐵道◆※4
  - 電車全線（日本平索道（日语：日本平ロープウェイ）除外）
- 靜鐵Justline（日语：しずてつジャストライン）◆※4
  - 路線巴士全線（大型活動運輸的臨時穿梭巴士、龍爪山線需求巴士「龍爪號」、定期觀光巴士（日语：定期観光バス）、縣外高速線除外）。該公司受托的自治體自主運行路線（社區巴士）等，詳情參見LuLuCa接受路線一項。
- 伊丹市交通局（日语：伊丹市交通局）◆※5
- 京福電氣鐵道（嵐電）◆※6
- 西日本JR巴士◆
  - 只限金澤營業所管內、若江線、高雄·京北線、園福線（2016年10月1日起中國公路巴士，同年12月1日起淡路島到發路線，2017年4月1日起有馬溫泉到發路線）
- 近鐵巴士（日语：近鉄バス）◆
  - 一般路線巴士及八尾—京都間的高速巴士於2015年4月1日起引入。
- 京都巴士（日语：京都バス）◆（2015年11月1日起引入。系統上視為京都市營巴士）
- 叡山電鐵◆（2016年3月16日起引入。）
- 尼崎交通事業振興（日语：尼崎交通事業振興）◆（2016年3月20日起引入。系統上視為阪神巴士）
- 三重交通◆※8（2016年4月1日起引入。）
- 本四海峽巴士（日语：本四海峡バス）◆（2016年12月1日起引入。）
  - 只限淡路島、有馬溫泉到發高速巴士
- 淡路交通（日语：淡路交通）◆（2020年4月1日起引入）
  - 只限神戶—淡路島間的高速巴士
- 和歌山巴士（日语：和歌山バス）◆※11（2020年4月1日起引入）
- 和歌山巴士那賀（日语：和歌山バス那賀）◆※11（2020年4月1日起引入）
- 名阪近鐵巴士（日语：名阪近鉄バス）◆（2023年3月13日起引入）
  - 路線巴士全線（系統上視為三重交通）
- 西日本旅客鐵道◆（2018年10月1日起下述路段開始引入後繳費※12。截至2023年4月1日的範圍參見ICOCA#使用範圍。）
  - 大阪環狀線：全線
  - 櫻島線（JR夢咲線）：全線
  - 東海道本線（琵琶湖線、JR京都線、JR神戶線）：米原站—神戶站
  - 北陸本線（琵琶湖線）：米原站—近江鹽津站
  - 山陽本線（JR神戶線）：神戶站—相生站
  - 山陽本線支線（和田岬線）：兵庫站—和田岬站
  - 福知山線（JR寶塚線）：尼崎站—篠山口站
  - JR東西線：全線
  - 片町線（學研都市線）：全線
  - 大阪東線：全線
  - 關西本線（大和路線）：加茂站—JR難波站
  - 奈良線：全線
  - 山陰本線（嵯峨野線）：京都站—園部站
  - 關西機場線：全線
  - 阪和線（包括羽衣線）：全線
  - 湖西線：全線
  - 赤穗線：相生站—播州赤穗站
  - 和歌山線：王寺站—五條站
  - 櫻井線（萬葉Mahoroba線）：全線
  - 草津線：全線
  - 加古川線：加古川站—西脇市站
- ※1 : 奈良交通集團各社發行的CI-CA（日语：CI-CA）不可在其他的PiTaPa範圍使用。
- ※2 : 神姬巴士集團各社發行的NicoPa不可在其他的PiTaPa範圍（山陽巴士明石線除外）使用。
- ※3 : 岡山電氣軌道、兩備控股（兩備巴士）、下津井電鐵、中鐵巴士、宇野自動車（日语：宇野自動車）[24]發行的Hareca不可在其他的PiTaPa範圍使用。
- ※4 : 靜鐵集團各社發行的LuLuCa不可在其他的PiTaPa範圍使用。
- ※5 : 伊丹市交通局發行的Itappy（日语：Itappy）不可在其他的PiTaPa範圍使用。
- ※6 : 京福電氣鐵道發行的嵐電卡不可在其他的PiTaPa範圍使用。
- ※7 : 阪急巴士、阪神巴士、尼崎交通事業振興發行的Hanica（日语：Hanica）不可在其他的PiTaPa範圍使用。
- ※8 : 三重交通發行的emica（日语：emica）不可在其他的PiTaPa範圍使用。
- ※9 : 南海巴士、南海翼巴士金岡、南海翼巴士南部、南海林間巴士發行的Nacchi（日语：なっち (IC乗車カード)）不可在其他的PiTaPa範圍使用。
- ※10 : 高槻市交通部發行的Tsukica（日语：Tsukica）不可在其他的PiTaPa範圍使用。
- ※11 : 和歌山巴士、和歌山巴士那賀發行的kinoca（日语：kinoca）不可在其他的PiTaPa範圍使用。
- ※12 : JR西日本的後繳費範圍內互相使用時無條件採用後繳費（沒有充值餘額預繳費支付的選擇）。但是，即使只離開後繳費範圍1站，或在後繳費範圍內使用精算機或售票機都將全額以預繳費支付。

### 充值後可使用路線
只可在所有交通使用（鐵道、巴士）（有一部分對象外的公司），購物服務為對象外。
- 西日本旅客鐵道、四國旅客鐵道、愛之風富山鐵道、IR石川鐵道（ICOCA範圍。近畿圈範圍內車站互相間使用充值實施至2018年9月30日）
  - 廣島縣內民鐵、巴士事業者（PASPY範圍。2018年3月17日起單向使用）
  - 高松琴平電鐵（IruCa範圍。2018年3月3日起單向使用）
- 北海道旅客鐵道（Kitaca範圍。2013年3月23日起）
- 東日本旅客鐵道等（Suica範圍。2013年3月23日起）
  - 新潟交通（日语：新潟交通）（Ryuto（日语：りゅーと）範圍。2013年3月23日起單向使用）
  - 札幌市交通局等（SAPICA範圍。2013年6月22日起單向使用）
  - 大船渡線、氣仙沼線BRT路段（odeca範圍。2015年3月14日起單向使用）
  - 仙台市交通局等（icsca範圍。2016年3月26日起單向使用）
- PASMO（首都圈民鐵、巴士事業者）（PASMO範圍。2013年3月23日起）
- 東海旅客鐵道、愛知環狀鐵道（TOICA範圍。2013年3月23日起）
- 名古屋鐵道（名鐵）、名古屋市交通局等（manaca範圍。2013年3月23日起）
- 九州旅客鐵道等（SUGOCA範圍。2013年3月23日起）
  - 熊本縣內民鐵、巴士事業者（熊本地域振興IC卡（日语：熊本地域振興ICカード）範圍。2016年3月23日起單向使用）
  - 長崎自動車（日语：長崎自動車）集團（N+ T卡（日语：Tポイント#エヌタスTカード）範圍。2020年2月16日起單向使用）
- 西日本鐵道（西鐵）等（nimoca範圍。2013年3月23日起）
- 福岡市交通局（Hayakaken範圍。2013年3月23日起）

## 外部連結
- PiTaPa.com（公式サイト）（页面存档备份，存于）
- STACIAカード（阪急電鉄・阪神電気鉄道）（页面存档备份，存于）
- HANA PLUSカード（阪急電鉄）（页面存档备份，存于） （STACIAへ転送される）
- CoCoNet PiTaPaカード（阪神電気鉄道）（CoCoNet PiTaPaの今後の取り扱いとSTACIAへの案内のみ）
- e-kenet PiTaPaカード（京阪電鉄）（页面存档备份，存于）
- KOBE PiTaPaカード（KOBEカード協議会）（页面存档备份，存于）
- OSAKA PiTaPaカード（大阪市交通局）（页面存档备份，存于）
- minapitaカード（南海電気鉄道）（页面存档备份，存于）
- Kips PiTaPaカード（近畿日本鉄道）（页面存档备份，存于）
- ANA PiTaPaカード（页面存档备份，存于）
- 三井住友PiTaPaカード（三井住友カード）（页面存档备份，存于）
- LuLuCa + PiTaPaカード（しずてつカード事務局）
- PiTaPaカード｜TS CUBIC カード